# Miguel Borges (ator)
Miguel Borges (7 de setembro de 1966) é um actor português.

## Carreira
Miguel Borges concluiu o Curso de Formação de Actores, na Escola Superior de Teatro e Cinema de Lisboa. Iniciou-se em teatro nos Netos do Metropolitano e nas Marionetas de Lisboa. Posteriormente, trabalhou com o Teatro da Cornucópia (sob a direcção de Miguel Guilherme, Stephan Stroux e Luís Miguel Cintra), no projecto "Olho" (com João Garcia Miguel), Depois da Uma – Teatro?, Sensurround (direcção de Lúcia Sigalho) e Artistas Unidos (com Jorge Silva Melo, Joana Bárcia, Américo Silva, Cláudio da Silva, João Fiadeiro e António Simão). Já interpretou peças de Bertolt Brecht, Harold Pinter, Antonio Onetti, Samuel Beckett, William Shakespeare, Jon Fosse, José Maria Vieira Mendes ou Miguel Castro Caldas. Co-encenou Café, a partir de Spiro Scimone, nos Artistas Unidos.
No cinema trabalhou com os realizadores Teresa Villaverde nos filmes Três Irmãos e Água e Sal; Edgar Pêra em Manual de Evasão – LX94, A Konspiração dos Mil Tímpanos, A Janela Não é a Minha Paisagem e A Janela – Maryalva Mix, João Pinto, Florence Strauss, Tiago Guedes e Frederico Serra (O Ralo, Alta Fidelidade e Coisa Ruim), Manuel Mozos, José de Sá Caetano, Leonel Vieira e no fime de João César Monteiro Vai e Vem.

## Filmografia
Entre a sua filmografia encontram-se: 
- Três Irmãos (1994), realizado por Teresa Villaverde
- Manual de Evasão (1994), realizado por Edgar Pêra
- Dans la Cour des Grands (1995), realizado por Florence Strauss
- Casting de Virgens, Operários e Prostitutas (1996), realizado por João Pinto - curta-metragem
- A Konspiração dos Mil Tímpanos (1996), realizado por Edgar Pêra
- A Janela Não É a Paisagem (1997), realizado por Edgar Pêra
- O Ralo (1999), realizado por Tiago Guedes e Frederico Serra - curta-metragem
- Esquinas Agudas (1999), realizado por Edgar Pêra - curta-metragem
- ...Quando Troveja (1999), realizado por Manuel Mozos
- António, Um Rapaz de Lisboa (1999), realizado por Jorge Silva Melo
- Branca de Neve (2000), realizado por João César Monteiro
- Água e Sal (2001), realizado por Teresa Villaverde
- A Janela (Maryalva Mix) (2001), realizado por Edgar Pêra
- Devolução (2002), realizado por Marta Castro Sousa - curta-metragem
- A Máquina (2002), realizado por Manuela Pureza - curta-metragem
- Voragem (2003), realizado por Rui Cardoso - curta-metragem
- Um Caso Bicudo (2003), realizado por Rui Sousa - curta-metragem
- O Desalmado (2003), realizado por Afonso Cruz - curta-metragem
- Vai e Vem (2003), realizado por João César Monteiro
- Sudwestern (2004), realizado por Edgar Pêra
- Dies Irae (2004), realizado por João Morais Ribeiro - curta-metragem
- Maria E as Outras (2004), realizado por José de Sá Caetano
- Um Tiro no Escuro (2005), realizado por Leonel Vieira
- Coisa Ruim (2006), realizado por Tiago Guedes e Frederico Serra
- 27 Ounces (2007), realizado por Nuno Baptista e Paula González - curta-metragem
- Dias Escuros (2007), realizado por Ricardo Simões - curta-metragem
- Alive (2008), realizado por Rui Duarte, Susana Gomes e Simão Pamplona - curta-metragem
- Veneno Cura (2008), realizado por Raquel Freire
- Velocidade de Sedimentação (2008), realizado por António Escudeiro - curta-metragem
- Arte de Roubar (2008), realizado por Leonel Vieira
- O Lago (2008), realizado por André Marques - curta-metragem
- 1.ª Vez 16 mm (2008), realizado por Rui Goulart
- A Felicidade (2009), realizado por Jorge Silva Melo - curta-metragem
- Bandidas (2010), realizado por Francisco Antunez - curta-metragem
- Casa c/ Piscina (2011), realizado por Pedro Mendonça e Vasco Monteiro - curta-metragem
- O Teu Sapato (2011), realizado por João Seiça - curta-metragem
- O Dia Mais Feliz da Tua Vida (2012), realizado por Adriano Luz
- Linhas de Wellington (2012), realizado por Valeria Sarmiento
- Herculano (2013), realizado por Sérgio Graciano - curta-metragem
- O Mundo Cai aos Bocados (e Ainda Assim as Pessoas Apaixonam-se) (2014), realizado por Henrique Pina - curta-metragem
- Virados do Avesso (2014), realizado por Edgar Pêra
- Encontradouro (2014), realizado por Afonso Pimentel - curta-metragem
- São Miguel Arcanjo nº 5 (2014), realizado por Rosa Coutinho Cabral
- O Retrato (2015), realizado por Claúdia Clemente - curta-metragem
- Capitão Falcão (2015), realizado por João Leitão
- A Caverna (2015), realizado por Edgar Pêra - curta-metragem
- Yulya (2015), realizado por André Marques - curta-metragem
- Cinzento e Negro (2015), realizado por Luís Filipe Rocha - Prémio Sophia de Melhor Ator Principal [1]
- I'd Rather Not Say (2015), realizado por Pedro Augusto Almeida - curta-metragem
- Jeunesse (2016), realizado por Julien Samani
- Uma Vida à Espera (2016), realizado por Sérgio Graciano
- Delírio em Las Vedras (2016), realizado por Edgar Pêra
- Coup de Grâce (2017), realizado por Salomé Lamas - curta-metragem
- Nascido em Angola (2017), realizado por Rui Goulart
- Coração Negro (2017), realizado por Rosa Coutinho Cabral
- Ferro Sangue (2017), realizado por Fábio Penela - curta-metragem
- Soldado Milhões (2018), realizado por Gonçalo Galvão Teles e Jorge Paixão da Costa
- Ruth (2018), realizado por António Pinhão Botelho
- Parque Mayer (2018), realizado por António-Pedro Vasconcelos
- Pedro e Inês (2018), realizado por António Ferreira
- Carga (2018), realizado por Bruno Gascon
- A Herdade (2019) ,realizado por Tiago Guedes
- Mosquito (2020), realizado por João Nuno Pinto
- Terra Nova (2020), realizado por Artur Ribeiro
- Causa Própria (2022), realizado por João Nuno Pinto
- The Nothingness Club - Não Sou Nada (2023), realizado por Edgar Pêra

## Prémios
Recebeu o Prémio de Melhor Actor Principal nos Prémios Sophia de 2017, pela actuação no filme Cinzento e Negro do realizador Luís Filipe Rocha. 
Recebeu o Prémio de Melhor Actor Principal nos Prémios Sophia de 2022, pela actuação no filme Terra Nova do realizador Artur Ribeiro.
Recebeu o Prémio de Melhor Actor Principal nos Prémios Sophia de 2024, pela actuação no filme Não Sou Nada – The Nothingness Club do realizador Edgar Pêra.